# Tenzin Choedak
Ne doit pas être confondu avec Tenzin Choedrak, un médecin tibétain.
Tenzin Choedak tibétain : བསྟན་འཛིན་ཆོས་གྲགས, Wylie : bstan 'dzin chos grags (Tenchoe) né en octobre 1981, et mort le 5 décembre 2014, est un travailleur social, écologiste et prisonnier politique tibétain, condamné à 15 ans de prison en 2008.

## Biographie
Tenzin Choedak travaille pour une organisation non gouvernementale européenne liée à la Croix-Rouge, et des projets de protection de l’environnement à Lhassa et Shigatsé.
Il est arrêté en avril 2008 par le Bureau de sécurité publique sur des allégations d'avoir mené des manifestations durant les troubles au Tibet en 2008.
En septembre ou octobre 2008, il est condamné par la Cour Populaire Intermédiaire de Lhassa à 15 ans de prison et à une amende 10 000 renminbi. Il est incarcéré dans la prison de Chushul, pour un travail forcé.
À la suite de tortures, il est mort à l'hôpital du MenTseeKhang de Lhassa, le 5 décembre 2014, 3 jours après sa libération « pour raison médicale ».